# Tumulus de Tormancy
Le tumulus de Tormancy est un tumulus daté de l'Âge du fer, situé à Massangis, dans l'Yonne, en France.

## Localisation
Le tumulus de Tormancy est situé à Massangis, dans l'Yonne.

## Historique
Le tumulus est fouillé par Henry Corot en 1930. Il fait la description d'une tombe guerrière, qu'il attribue à un chef de clan ou de tribu. Elle avait déjà été fouillée en 1896 par le capitaine Davoust, qui avait découvert une épée en fer et des débris de tôle de bronze, et en mai 1909 par Marcel Bidault de l'Isle. Henry Corot découvre en plus une fibule. Familier des vases en bronze, les débris sont pour lui les vestiges d'une « ciste à cordons ». Enfin, il situe le tumulus dans la période de la culture de Hallstatt.

## Protection
L'édifice est classé au titre des monuments historiques en 1931.